# Mychajliwka (hromada Horochiwśke)
Mychajliwka (ukr. Михайлівка) – wieś na Ukrainie, w obwodzie mikołajowskim, w rejonie basztańskim, w hromadzie Horochiwśke. W 2001 liczyła 179 mieszkańców.